# Emily Hobhouse

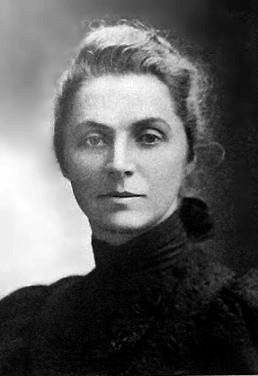
Emily Hobhouse, 1902

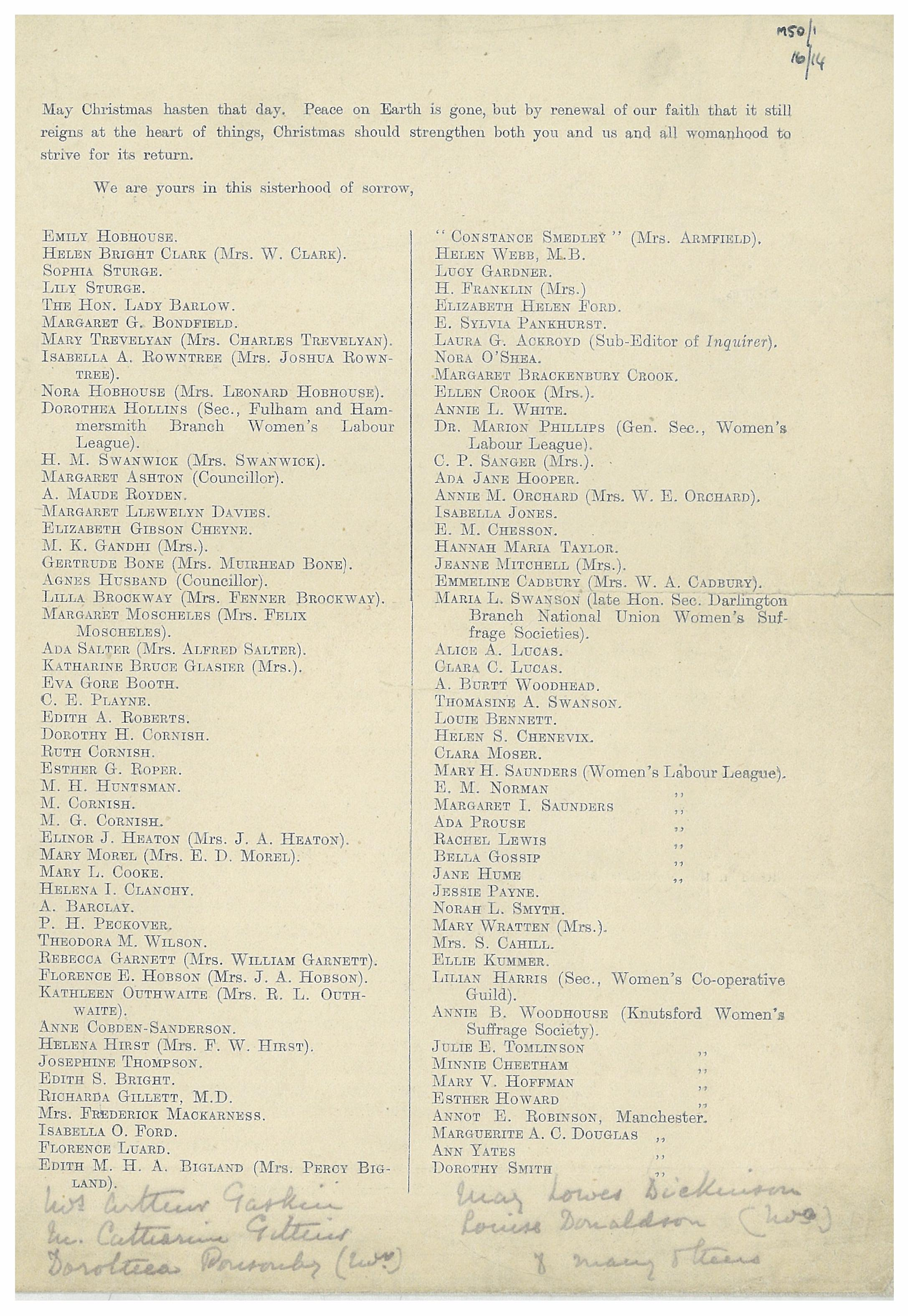
Der zum ersten Weihnachtsfest des Ersten Weltkriegs publizierte Open Christmas Letter war eine öffentliche Weihnachtsbotschaft für den Frieden an die Frauen in Deutschland und Österreich, unterzeichnet von einer Gruppe von 101 britischen Suffragetten, an erster Stelle Emily Hobhouse

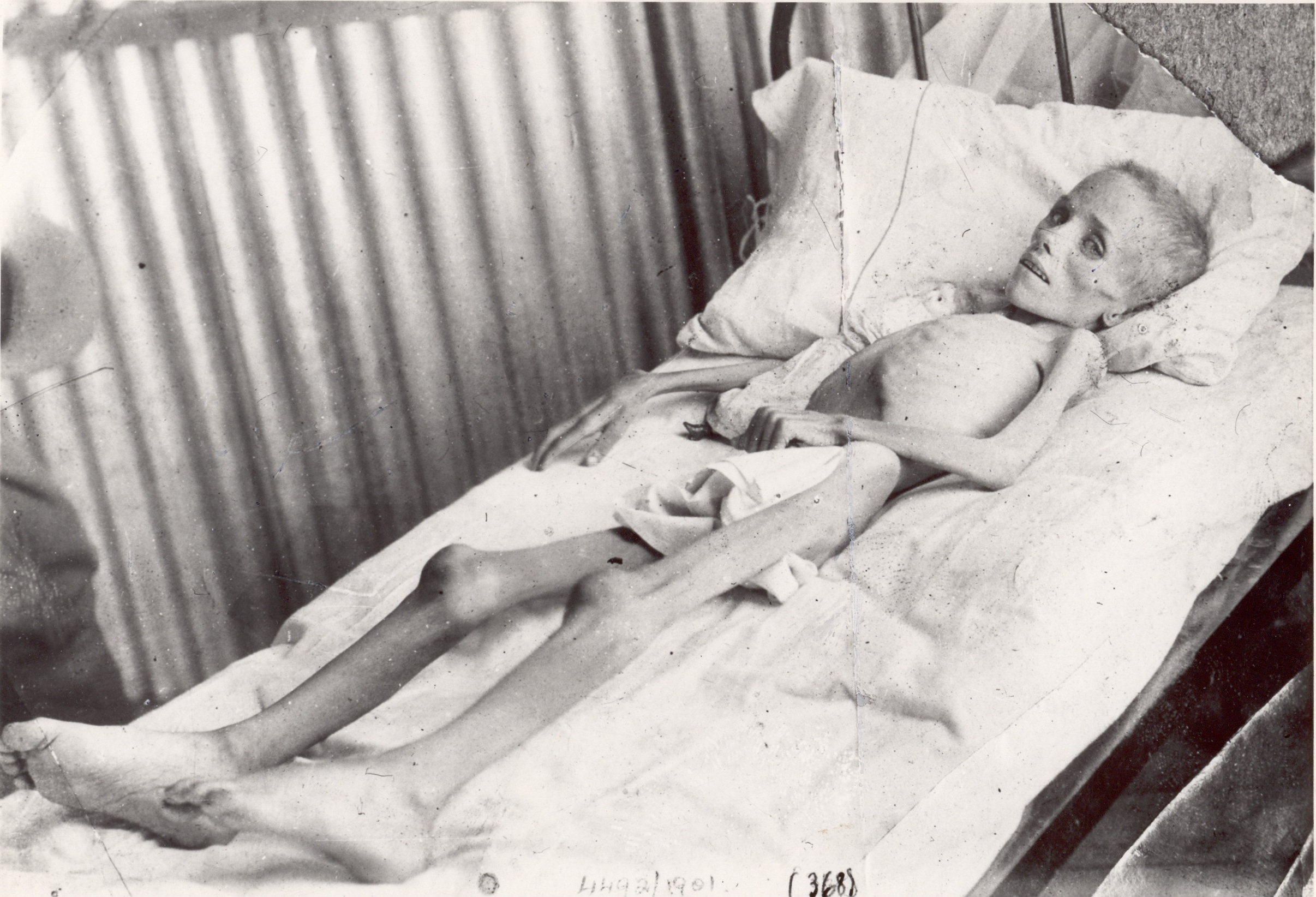
Hobhouse veröffentlichte den Fall der Lizzie van Zyl, die 1901 mit sieben Jahren in einem britischen Konzentrationslager während des Zweiten Burenkrieges starb, in ihrer englischen Heimat

Emily Hobhouse (* 9. April 1860 in St Ive, Cornwall; † 8. Juni 1926 in London) war eine britische Menschenrechtsaktivistin und Sozialreformerin, die vor allem für ihr Engagement während des Zweiten Burenkriegs (1899–1902) bekannt wurde. Ihr unermüdlicher Einsatz für die Burenfrauen und -kinder in den britischen Konzentrationslagern brachte ihr internationale Anerkennung und trug maßgeblich zur Verbesserung der Lebensbedingungen in den Lagern bei.

## Leben
Emily Hobhouse wurde am 9. April 1860 in St Ive, Cornwall, geboren. Sie war das jüngste von sechs Kindern von Reginald Hobhouse, einem anglikanischen Pfarrer, und seiner Frau Caroline Trelawny. Ihre Bildung erhielt Hobhouse zu Hause und später an einer Schule in London, wo sie ihre Interessen in den Bereichen Sozialreform und Philanthropie vertiefte. Ihre Mutter starb, als sie zwanzig Jahre alt war. Nach dem Tod ihrer Mutter kümmerte sie sich um ihren kranken Vater, bis er 1895 starb.
Danach verbrachte Hobhouse einige Zeit in den Vereinigten Staaten, wo sie sozial tätig war. Mit ihrem Verlobten, John Carr Jackson, kaufte sie eine Ranch in Mexiko. Die Verlobung wurde jedoch aufgelöst, und sie kehrte in das Vereinigte Königreich zurück. Ihr ungetragener Brautschleier hängt bis heute in der Oranje Vrouevereniging.
Leonard Trelawny Hobhouse, ein Politiker der Liberal Party und Soziologe, war ihr jüngerer Bruder.

## Zweiter Burenkrieg
1899, nach Ausbruch des Zweiten Burenkrieges in Südafrika, bat sie der Abgeordnete Leonard Courtney von der Liberal Party, Sekretärin der Frauensektion des South African Conciliation Committee (etwa: „Südafrikanisches Versöhnungskomitee“) zu werden. In dieser Position reiste sie im Dezember 1900 in die Kapkolonie und besuchte zahlreiche Konzentrationslager, die dort von den Briten zur Internierung burischer Frauen und Kinder errichtet worden waren. Sie berichtete in ihrer Heimat von den unmenschlichen Zuständen in diesen Lagern. Während die Regierung desinteressiert war, fand ihr Bericht in der Öffentlichkeit ein gewisses Echo, unter anderem der Verweis auf das Schicksal der siebenjährigen Lizzie van Zyl. Die Regierung setzte die Fawcett Commission ein, deren Beschlüsse schließlich eine Verbesserung der Verhältnisse in den Lagern bewirkten. Im Oktober 1901 reiste Hobhouse erneut nach Südafrika, wurde aber von den britischen Behörden deportiert. 1903 und 1905–1908 reiste sie abermals nach Südafrika. Sie gründete 27 Schulen, in denen burische Frauen das Spinnen und Weben lernen konnten, um für ihren Lebensunterhalt zu sorgen. 1913 sollte sie in Bloemfontein das Nationale Frauendenkmal enthüllen, sie musste ihre Reise jedoch abbrechen. Später ließ Hobhouse’ schlechter Gesundheitszustand keine weiten Reisen mehr zu.
Mit Spenden der Buren konnte sie ein Haus an ihrem Geburtsort erwerben. Nach ihrem Tod 1926 wurde in Südafrika der bis dahin größte jemals abgehaltene Gedenkgottesdienst für eine ausländische Person gefeiert. Ihre Asche wurde im Women’s Monument bestattet.

## Ehrungen
- Die südafrikanische Stadt Hobhouse in der heutigen Provinz Freistaat wurde bereits zu Hobhouse’ Lebzeiten nach ihr benannt. Ein U-Boot der South African Navy hieß ebenfalls Hobhouse, wurde aber nach dem Ende der Apartheid in Umkhonto umbenannt.
- 1976 gab die südafrikanische Post eine Gedenkbriefmarke anlässlich ihres 50. Todestages heraus.

## Werke
- The brunt of the war and where it fell. Methuen & Co., London 1902.
- Emily Hobhouse: The Boer War Letters. Herausgegeben von by Rykie van Reenlisteden. Cape Town / Pretoria 1984.